# Кормич Борис Анатолійович
Борис Анатолійович Кормич (народився 16 грудня 1977 в Черкасах)  — український науковець-правознавець, завідувач кафедри морського та митного права, доктор юридичних наук (2005), професор Національного університету «Одеська юридична академія» (2007), Заслужений юрист України (2018).

## До життєпису
Закінчив Одеську юридичну академію (1999), Одеський університет (2000), Інститут підготовки професійних суддів Одеської юридичної академії (2003). 
Від 2005 – професор кафедри морського та митного права Національного університету «Одеська юридична академія»
Був членом редколегії журналу «Митна справа». Головний редактор юридичного наукового журналу України «Lex Portus».
У 2023 році призначений арбітром Морської арбітражної комісії при Торгово-промисловій палаті України.

## Наукові інтереси
Напрям наукових інтересів: митне право, право СОТ, морське право, інформаційне право.
Викладає дисципліни: «Митне право», «Міжнародне митне право», «Морське право», «Інформаційне право», «Європейське митне і податкове право».

## Відзнаки
- Заслужений юрист України (2018).[1]

## Публікації
- Кормич Б. А. Інформаційне право Підручник. Рекомендовано МОН України для вищих навчальних закладів /Б.А. Кормич. – Х.: Бурун і К, 2011. – 334 с. [Архівовано 25 червня 2018 у Wayback Machine.]
- Kormych, Borys; Malyarenko, Tetyana; Wittke, Cindy (2023). Rescaling the legal dimensions of grey zones: Evidence from Ukraine. Global Policy, 14 (3).p. 516–530. doi:10.1111/1758-5899.13233.
- Kormych, Borys; Malyarenko, Tetyana (2022). From gray zone to conventional warfare: the Russia-Ukraine conflict in the Black Sea. Small Wars & Insurgencies. с. 1–36. doi:10.1080/09592318.2022.2122278.
- Borys Kormych, Tetyana Averochkina & Liudmyla Kormych (2024) Black Sea Grain initiative: bringing lawfare to conventional armed conflict, Australian Journal of Maritime & Ocean Affairs, DOI: 10.1080/18366503.2024.2316455
- Borys Kormych, Tetyana Averochkina & Liudmyla Kormych (2024) Black Sea, grain, and two humanitarian corridors: unblocking Ukrainian shipping amid the Russian invasion, Small Wars & Insurgencies, DOI: 10.1080/09592318.2024.2384679